# Mořinka
Mořinka (en allemand : Klein Morschin) est une commune du district de Beroun, dans la région de Bohême-Centrale, en République tchèque. Sa population s'élevait à 169 habitants en 2020.

## Géographie
Mořinka se trouve à 12 km à l'est-sud-est de Beroun et à 21 km au sud-ouest du centre de Prague.
La commune est limitée par Mořina au nord-ouest, par Roblín au nord-est, par Karlík à l'est, par Lety au sud, et par Hlásná Třebaň au sud et à l'ouest.

## Histoire
La première mention écrite de la localité date de 1338.